# Brunsbo äng

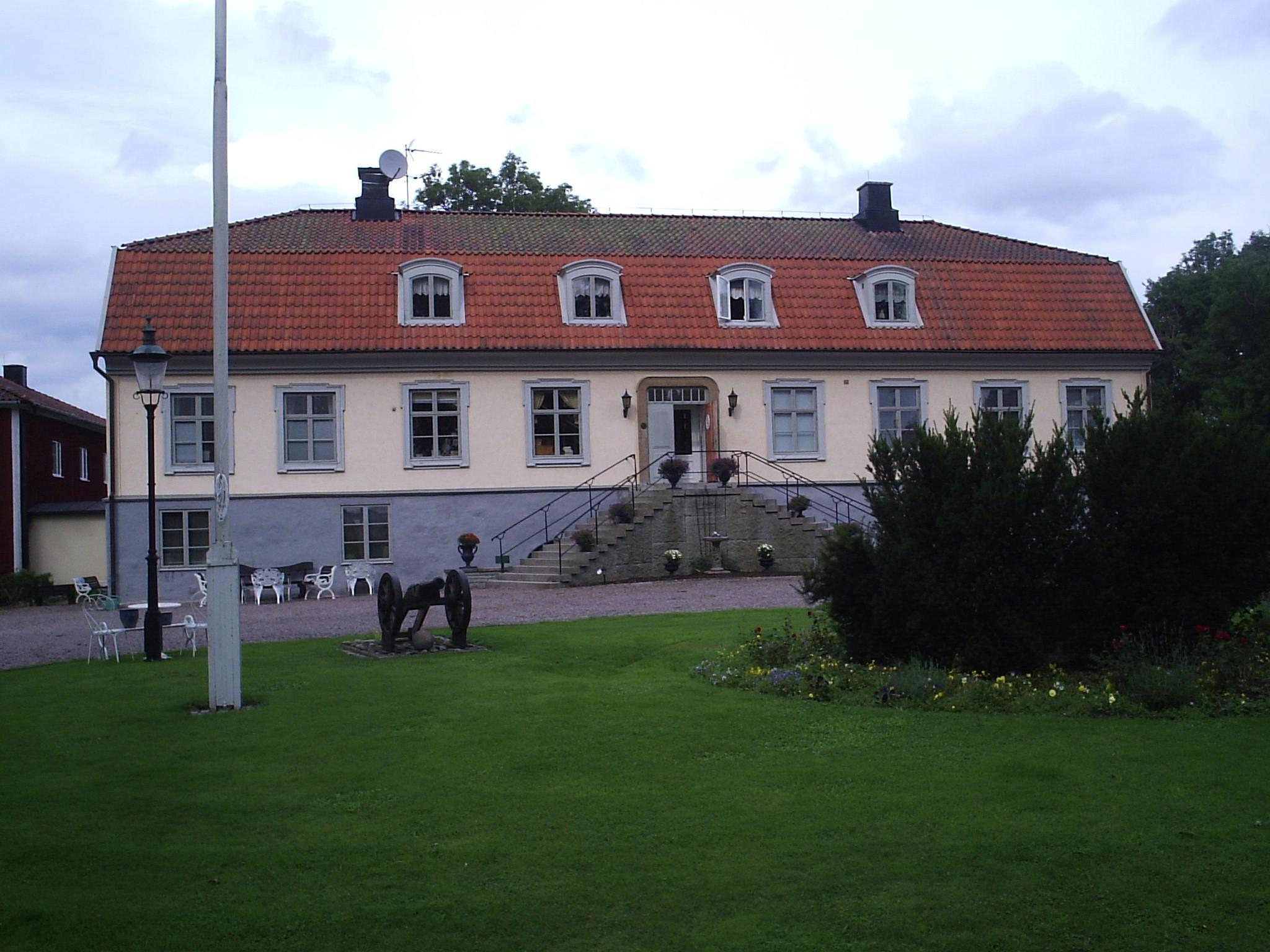
Brunsbo biskopsgård

Brunsbo äng är ett naturreservat i Skara kommun i Västra Götalands län.
Området är skyddat sedan 1983 och omfattar 104 hektar. Det är beläget strax öster om Skara och består till en del av slåtteräng med stora ekar. Det är en av Sveriges största slåtterängar av äldre slag.

## Historia
Reservatet utgörs i huvudsak av en flack moränrygg. På den finns rester av förhistoriska och medeltida kulturlandskap samt gravfält och lämningar efter bebyggelse. Under vikingatiden var området en by. Det går fortfarande att se dunkla spår av gamla bygator, fägator och åkerlappar i terrängen.
Brunsbo äng brukades som slåtteräng vid Brunsbo biskopsgård från 1400-talet till 1920-talet. Därefter slutade markerna att slås under drygt 50 år. Man lät då gräset växa sig högt och det ledde till att många av de gamla ängsväxterna försvann och idag består ängarna mest av gräs och högvuxna blommor, så som midsommarblomster och smörblommor.

## Natur och arter
Ängen som slås årligen är bara femton hektar. Resten är hage med betande djur. I reservatet finns ett stort antal gamla och grova ekar. Där trivs mossor, lavar, svampar och insekter. Av allt som förekommer i flora och fauna nämns här stenknäck, göktyta, lunglav och korallticka. Ekarna fungerar också som bostad till många skalbaggar och andra arter. I reservatet finns bland annat gökyta, gröngöling, gulmjöl, gul dropplav, ekticka och oxtungssvamp.
Naturreservatet ingår i EU:s ekologiska nätverk av skyddad natur, Natura 2000.

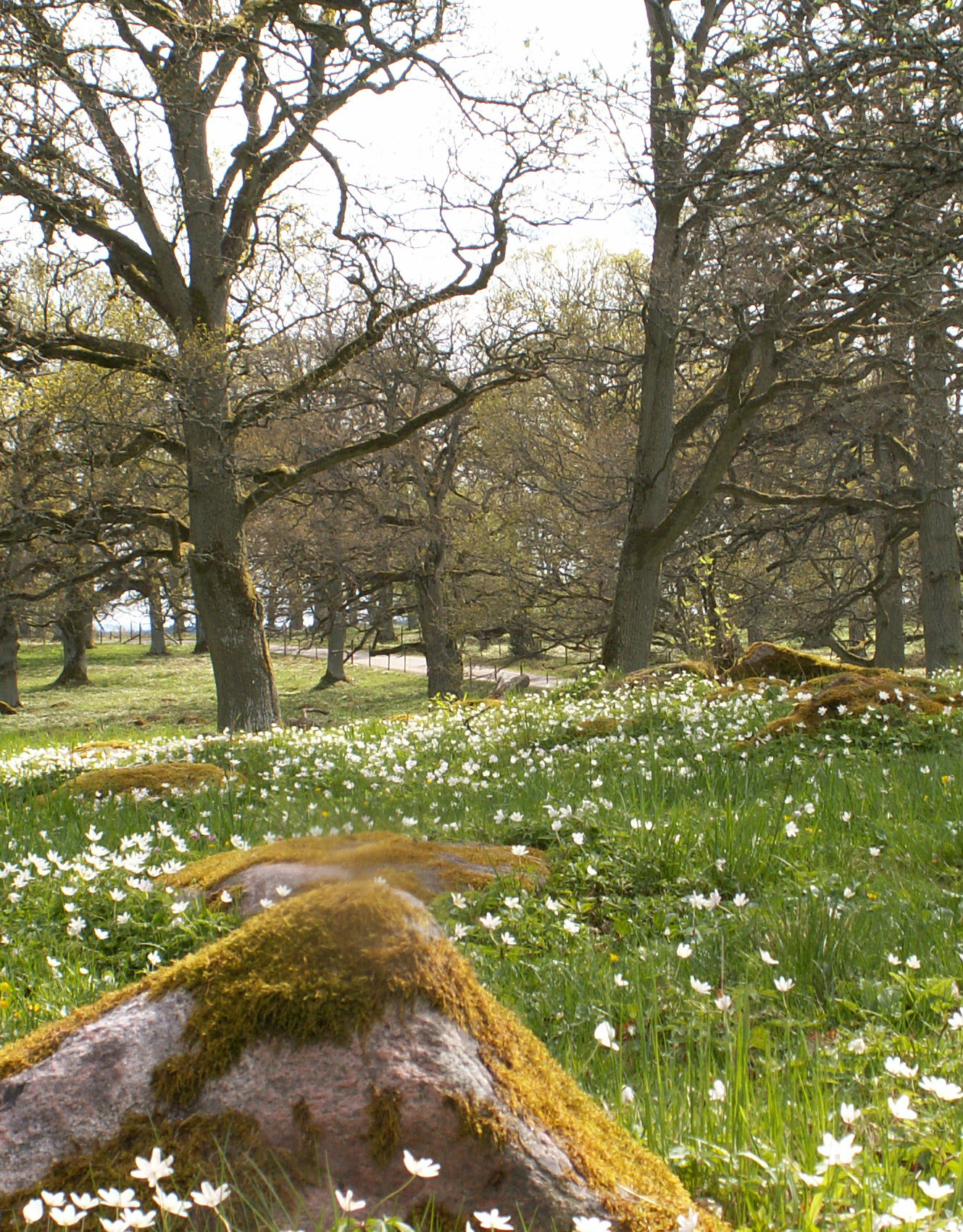
Brunsbo ängs naturreservat i Skara kommun